# راز صحرا
راز صحرا (ایتالیایی: Il segreto del Sahara) یک مینی‌سریال ایتالیایی به کارگردانی آلبرتو نیگرین است که در سال ۱۹۸۸ منتشر شد. نسخه‌ای خلاصه‌شده از این سریال بعدها به‌صورت فیلم در سینماها اکران شد.

## گزیدهٔ بازیگران
- مایکل یورک
- جیمز فارنتینو
- بن کینگزلی
- اندی مک‌داول
- دیوید سول
- میگل بُسه
- دانیل اولبریخسکی
- دیگو آباتانتوئونو
- دلیا بوکاردو
- آنا ابره‌گن
- رادست بوکل
- ویلیام مک‌نامارا
- ماتیلدا می
- ژان-پیر کسل